# جياكومو ماري
جياكومو ماري (بالإيطالية: Giacomo Mari)‏ (مواليد 17 أكتوبر 1924) هو لاعب كرة قدم. يلعب مع منتخب إيطاليا لكرة القدم. سبق له أن لعب في كأس العالم لكرة القدم مع منتخب بلاده.

## مسيرته الكروية
لعب جياكومو ماري خلال مسيرته الاحترافية مع 5 أندية في تسعة عشر موسمًا وسجل خلالها 25 هدفًا ضمن 510 مباراة. ولم يفز بأي موسم بالكأس وفاز في موسمين بالدوري.
خاض جياكومو ماري مسيرته مع نادي كريمونيسي في موسم 1940–41 في المرة الأولى ليلعب معه أربعة مواسم ثم في موسم 1960–61 لمدة موسم واحد، مشاركًا طوالها في 84 مباراة سجل خلالها هدفًا واحدًا. ثم انتقل إلى نادي أتالانتا في موسم 1946–47 واستمر معه طيلة ثلاثة مواسم، حيث شارك في 113 مباراة سجل خلالها 8 أهداف. لينتقل بعدها إلى نادي يوفنتوس في موسم 1949–50 ليلعب معه أربعة مواسم، مشاركًا في 133 مباراة سجل خلالها 9 أهداف. ثم انتقل إلى نادي سامبدوريا في موسم 1953–54 واستمر معه طيلة ثلاثة مواسم، مشاركًا في 70 مباراة سجل خلالها 4 أهداف. هذا وانتقل لاحقًا إلى نادي بادوفا في موسم 1956–57 ليلعب معه أربعة مواسم، مشاركًا في 110 مباراة سجل خلالها 3 أهداف.

## روابط خارجية
- جياكومو ماري على موقع الاتحاد الدولي (مؤرشف)  (الإنجليزية)
- جياكومو ماري على موقع قاعدة بيانات كرة القدم.إي يو (الإنجليزية)
- جياكومو ماري على موقع ناشيونال فوتبول تيمز (الإنجليزية)
- جياكومو ماري على موقع عالم كرة القدم.نت (الإنجليزية)
- جياكومو ماري على موقع أوليمبيديا (الإنجليزية)